# 19 octobre 1914
Le lundi 19 octobre 1914 est le 292e jour de l'année 1914.

## Naissances
- David Korner (mort le 6 septembre 1976), militant trotskiste roumain
- Juanita Moore (morte le 1er janvier 2014), actrice américaine
- Leni Lohmar (morte le 31 décembre 2006), nageuse allemande
- Nicole Chollet (morte le 13 octobre 2003), actrice française
- Thaddée de Vitovnica (mort le 14 avril 2003), moine orthodoxe serbe

## Décès
- Julio Argentino Roca (né le 17 juillet 1843), homme politique et militaire argentin
- Louis Cachet (né le 21 avril 1850), personnalité politique française
- Robert Hugh Benson (né le 18 novembre 1871)

## Événements
- Début de la première bataille d'Ypres
- « Course à la mer » entre les armées allemande, française et britannique (oct.-nov.). Les Allemands cherchent à atteindre Dunkerque, Boulogne et Calais;
- Bataille de l'Yser (fin le 17 novembre).